# Chvojnica (district de Myjava)
Chvojnica (hongrois : Fenyvesd) est un village de Slovaquie situé dans la région de Trenčín.

## Histoire
La première mention écrite du village date de 1955.

## Démographie

### Évolution de la population
| Année:               | 1994. | 2004.   | 2014.  | 2024.   |
| -------------------- | ----- | ------- | ------ | ------- |
| Nombre de personnes: | 428   | 400     | 362    | 329     |
| Différence:          |       | -6,54 % | -9,5 % | -9,11 % |

| Année:               | 2023. | 2024.   |
| -------------------- | ----- | ------- |
| Nombre de personnes: | 325   | 329     |
| Différence:          |       | +1,23 % |